# تولبار (مركبة مشاة قتالية)
تولبار هي مركبة مشاة قتالية تركية من تصميم شركة أوتوكار، سميت على اسم تولبار وهو حصان مجنح في الأساطير التركية.